# Respect M.E.
Respect M.E. (abreviación de Respect Missy Elliott) es el primer álbum de grandes éxitos de la rapera estadounidense Missy Elliott, lanzado por el sello Atlantic Records el 4 de septiembre de 2006 en Europa, Asia y Australia. Incluye sencillos de sus seis álbumes de estudios, lanzados entre 1997 y 2005.
Se omitió «Take Away», debido a que en la mayoría de países europeos en 2001, la remezcla dance de Basement Jaxx de «4 My People» era más exitosa y se la reemplazó en su lugar. Otra omisión fue la versión de «One Minute Man» con Trina y la remezcla de «Hot Boyz». No hubo nuevos temas para el álbum.
Respect M.E. se convirtió en el álbum top ten en el Reino Unido y en el más vendido de su carrera hasta la fecha, entrando en el séptimo puesto. De acuerdo con BPI recibió una certificación de oro por la venta de más de 100 000 unidades en el Reino Unido y 500 000 copias en el mundo. Desde 2007, está disponible en tiendas Best Buy de los Estados Unidos.

## Lista de canciones
1. «Get Ur Freak On» - 3:57
2. «Lose Control» (con Ciara & Fatman Scoop) - 3:47
3. «4 My People» (Basement Jaxx Remix) - 3:32
4. «We Run This» - 3:24
5. «Work It» - 4:24
6. «Gossip Folks» (con Ludacris) - 3:57
7. «One Minute Man» (con Ludacris) - 4:13
8. «I'm Really Hot» - 3:31
9. «Pass That Dutch» - 3:41
10. «Beep Me 911» (con 702) - 4:58
11. «The Rain (Supa Dupa Fly)» - 4:06
12. «All n My Grill» (con Big Boi y Nicole Wray) - 4:32
13. «Hit Em wit da Hee» (con Lil' Kim) - 4:20
14. «Hot Boyz» (con Lil' Mo) - 3:36
15. «Sock It 2 Me» (con Da Brat) - 4:17
16. «She's a Bitch» - 4:00
17. «Teary Eyed» - 3:40

## Posicionamiento en listas
| Listas (2006)           | Posición |
| ----------------------- | -------- |
| German Albums Chart     | 40       |
| Austrian Albums Chart   | 42       |
| Swiss Albums Chart      | 25       |
| Dutch Mega Albums Chart | 54       |
| UK Albums Chart         | 7        |
| NZ Albums Chart         | 7        |
| Ireland Albums Chart    | 11       |
| Australia Albums Chart  | 16       |
| Japanese ORICON         | 7        |